# Olmeca
Genre
Classification phylogénétique
Olmeca est un genre de plantes monocotylédones de la famille des Poaceae, sous-famille des Bambusoideae, originaire d'Amérique tropicale.
Ce genre regroupe deux espèces de bambous à fruit charnu, caractéristique assez rare pour un bambou leptomorphe. En effet, ces plantes ont la particularité de présenter des fruits de type baie. Elles se rencontrent dans les forêts tropicales humides de basse altitude du Mexique méridional où l'eau est disponible tout au long de l'année. Les deux seules espèces qui la composent sont en danger d'extinction.

## Liste d'espèces
Selon World Checklist of Selected Plant Families (WCSP) (14 novembre 2016) :
- Olmeca clarkiae (Davidse & R.W.Pohl) Ruiz-Sanchez, Sosa & Mejía-Saulés (2011)
- Olmeca fulgor (Soderstr.) Ruiz-Sanchez, Sosa & Mejía-Saulés (2011)
- Olmeca recta Soderstr. (1982)
- Olmeca reflexa Soderstr. (1982)
- Olmeca zapotecorum Ruiz-Sanchez, Sosa & Mejía-Saulés (2011)

Selon The Plant List (14 novembre 2016) :
- Olmeca recta Soderstr.
- Olmeca reflexa Soderstr.